# روبرت ب. أندرسون
روبرت برنارد أندرسون (بالإنجليزية: Robert Bernerd Anderson)‏ (و. 1910 – 1989 م) هو سياسي، ومحام من الولايات المتحدة الأمريكية ولد في بورليسون، تكساس.
شغل منصب وزير البحرية بين فبراير 1953 ومارس 1954. كما شغل منصب وزير الخزانة من 1957 حتى 1961، وكان أحد المقربين للرئيس دوايت آيزنهاور. تم شطبه من سجل المحاماة بعد اتهامه بتنفيذ عمليات مصرفية غير مشروعة والتهرب الضريبي، وذلك قبل عامين من وفاته من السرطان.

## التعليم
تعلم في جامعة تكساس، أوستن.

## روابط خارجية
- روبرت ب. أندرسون على موقع مونزينجر (الألمانية)
- روبرت ب. أندرسون على موقع إن إن دي بي (الإنجليزية)